# Gmünder Kaiserchronik

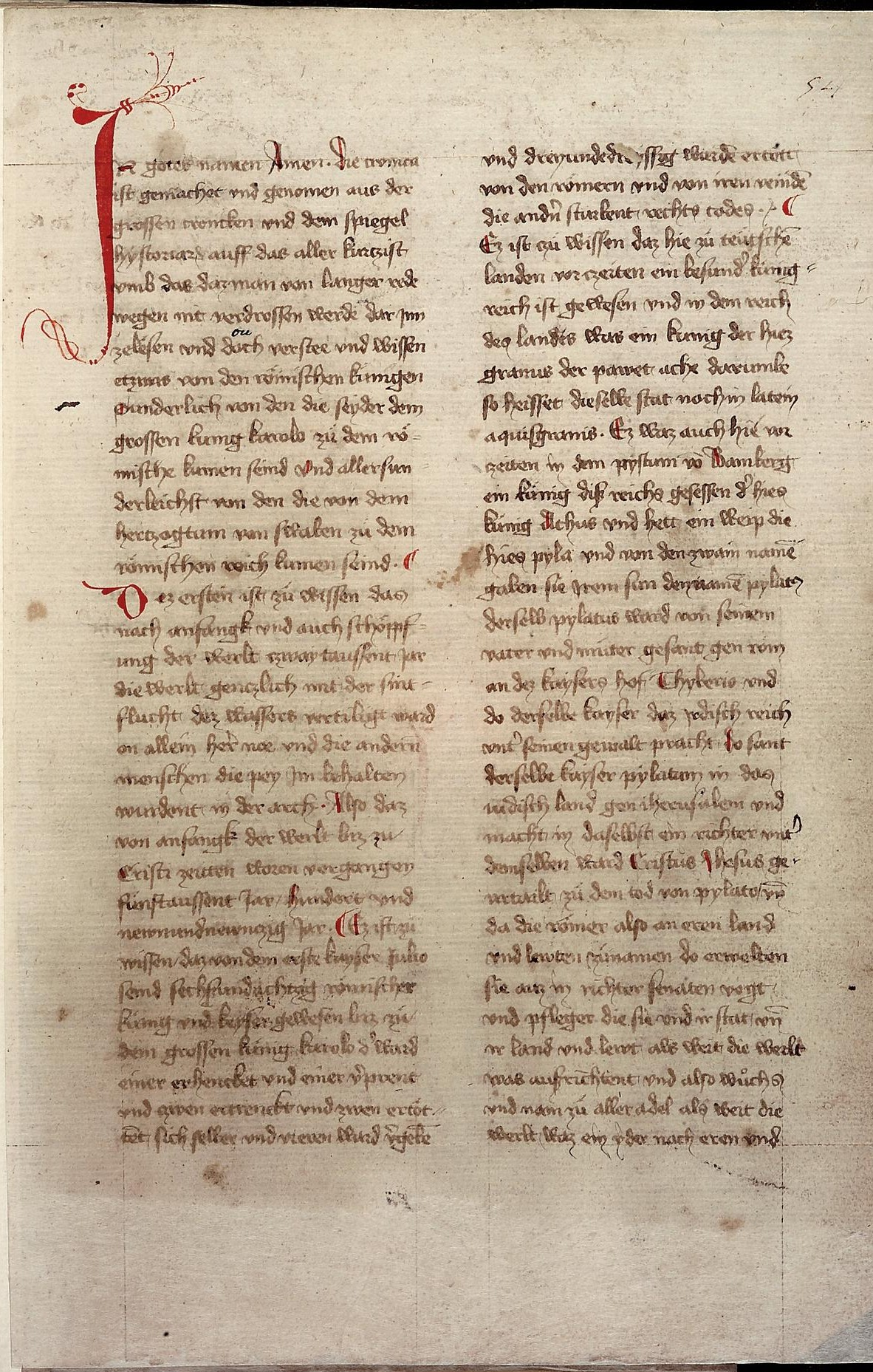
Cod. Pal. germ. 5, Blatt 54r, Anfang der Gmünder Chronik

Die Gmünder Kaiserchronik (oder Gmünder Chronik) ist ein spätmittelalterliches deutschsprachiges Geschichtswerk, eine Chronik der deutschen Kaiser und Könige, wohl aus der Zeit um 1400. Ihre Kurzfassung wurde der Stadt Schwäbisch Gmünd gewidmet.
Die Chronik ist vor allem bekannt geworden als zweiter Teil der Ulmer Inkunabeldrucke (1485/86) des sogenannten Thomas Lirer (dort weitere Nachweise).
Eine kritische Edition existiert nicht. Völlig ungedruckt ist bislang die Langfassung, die unter anderem im online vorliegenden Heidelberger Cod. Pal. germ. 5 überliefert ist.